# Nederlandse kampioenschappen schaatsen afstanden 2017 - 5000 meter mannen
De 5000 meter mannen op de Nederlandse kampioenschappen schaatsen afstanden 2017 werd gereden op woensdag 28 december 2016 in ijsstadion Thialf te Heerenveen. Er namen achttien mannen deel.

## Statistieken

### Uitslag
| Positie | Schaatser        | Paar | Baan | Tijd       |
| ------- | ---------------- | ---- | ---- | ---------- |
| Goud    | Sven Kramer      | 7    | O    | 6:14.17    |
| Zilver  | Jorrit Bergsma   | 9    | I    | 6:18.08    |
| Brons   | Douwe de Vries   | 8    | O    | 6:18.51    |
| 4       | Jan Blokhuijsen  | 8    | I    | 6:19.54    |
| 5       | Bob de Vries     | 2    | O    | 6:23.85    |
| 6       | Marcel Bosker    | 4    | I    | 6:25.93 PR |
| 7       | Erik Jan Kooiman | 5    | I    | 6:26.89    |
| 8       | Jos de Vos       | 4    | O    | 6:27.34    |
| 9       | Arjan Stroetinga | 1    | I    | 6:27.54    |
| 10      | Mats Stoltenborg | 7    | I    | 6:28.49    |
| 11      | Bart de Vries    | 1    | O    | 6:29.68 PR |
| 12      | Patrick Roest    | 9    | O    | 6:29.71    |
| 13      | Bart Mol         | 6    | I    | 6:29.94    |
| 14      | Marwin Talsma    | 6    | O    | 6:30.76    |
| 15      | Evert Hoolwerf   | 3    | I    | 6:31.20    |
| 16      | Remco Schouten   | 5    | O    | 6:33.91    |
| 17      | Simon Schouten   | 2    | I    | 6:37.87    |
| 18      | Kars Jansman     | 3    | O    | 6:39.44    |

Bron:
Referee: Dina Melis 

Starter: Raymond Micka 

Start: 16:35:00uur Einde: 17:59:37uur

### Loting
| Rit | Binnenbaan       | Buitenbaan     |
| --- | ---------------- | -------------- |
| 1   | Arjan Stroetinga | Bart de Vries  |
| 2   | Simon Schouten   | Bob de Vries   |
| 3   | Evert Hoolwerf   | Kars Jansman   |
| 4   | Marcel Bosker    | Jos de Vos     |
| 5   | Erik Jan Kooiman | Remco Schouten |
| 6   | Bart Mol         | Marwin Talsma  |
| 7   | Mats Stoltenborg | Sven Kramer    |
| 8   | Jan Blokhuijsen  | Douwe de Vries |
| 9   | Jorrit Bergsma   | Patrick Roest  |

1987 · 
1988 · 
1989 · 
1990 · 
1991 · 
1992 · 
1993 · 
1994 · 
1995 · 
1996 · 
1997 · 
1998 · 
1999 · 
2000 · 
2001 · 
2002 · 
2003 · 
2004 · 
2005 · 
2006 · 
2007 · 
2008 · 
2009 · 
2010 · 
2011 · 
2012 · 
2013 · 
2014 · 
2015 · 
2016 · 
2017 · 
2018 · 
2019 · 
2020 · 
2021 · 
2022 · 
2023 · 
2024 · 
2025